# Four Lions
Four Lions ist eine britische Filmsatire des Regisseurs Chris Morris aus dem Jahr 2010, die von einer islamistischen Terrorzelle in Sheffield, England, handelt.

## Handlung
Der Film handelt von den jungen muslimischen Freunden Omar, Waj, Faisal und Barry, wobei Letzterer ein konvertierter Engländer ist. Sie leben in Sheffield und planen auf eigene Faust einen Schlag im Heiligen Krieg gegen die Ungläubigen. Zu diesem Zweck besuchen Omar und Waj ein Terrorcamp in Pakistan, in dem sie unter anderem aus Versehen beim Versuch, eine amerikanische Drohne mithilfe einer AT4-Rakete abzuschießen, angehörige Dschihadisten ins Jenseits befördern.
Während ihrer Abwesenheit schließt sich Hassan der Zelle an. Die Gruppe beginnt, Bleichmittel zu beschaffen, um daraus Sprengstoff herzustellen. Die Freunde sind sich jedoch über das Anschlagsziel uneinig: So will Barry eine Moschee in die Luft sprengen, um „die Gemäßigten zu radikalisieren“, was Omar als idiotisch bezeichnet. Faisal schlägt einen Laden der britischen Drogeriemarktkette Boots als Angriffsziel vor, was Omar ebenso ablehnt, da es kein lohnendes Ziel sei. Hassan bringt die nichtsahnende Nachbarin Alice mit in das Versteck, weshalb die Gruppe glaubt, enttarnt worden zu sein und den unberechenbaren Sprengstoff in Einkaufstüten in ein anderes Lager transportiert. Faisal, der Krähen beibringen wollte, sich als Selbstmordattentäter zu opfern, stirbt, als er mit dem Sprengstoff über ein Schaf stolpert. Dies führt zu einem Streit in der verbleibenden Gruppe, die sich daraufhin trennt, aber später wieder vereinigt, wobei Omar den bevorstehenden London-Marathon als Angriffsziel vorschlägt.
In Kostümen versteckt die Gruppe den Sprengstoff und bereitet sich auf die Attacke vor. Waj äußert Zweifel über die Rechtschaffenheit des Vorhabens, aber Omar überzeugt ihn, die Aktion durchzuführen. Hassan verliert die Nerven und versucht, die anwesende Polizei zu alarmieren, aber Barry zündet Hassans Bombe und sprengt ihn in die Luft. Die Polizei sucht nun nach den verbliebenen drei Attentätern. Omar wird klar, dass er Waj zu etwas überredet hat, was dieser nicht tun will, und versucht nun, ihn von der Aktion abzubringen. Die Scharfschützen versuchen, Omar zu erschießen, treffen jedoch einen unbeteiligten Zuschauer, der ein Wookiee-Kostüm trägt. Omar schafft es, Waj über sein Handy zu kontaktieren, wird dabei aber von Barry angegriffen, der die SIM-Karte an sich bringt und verschluckt. Allerdings droht Barry an der Karte zu ersticken, weshalb ein Passant das Heimlich-Manöver durchführt und dabei Barrys Bombe zündet.
Waj wird von der Polizei in die Enge getrieben und nimmt in einem Kebab-Laden die Anwesenden als Geiseln. Omar nimmt ein Handy und versucht, Waj davon abzuhalten, seine Bombe zu zünden, er wird dabei jedoch von der Polizei unterbrochen, die den Laden stürmt und irrtümlich eine Geisel erschießt. Der verwirrte Waj zündet seine Bombe und zerstört den Laden. Der zutiefst bestürzte Omar geht daraufhin in eine leere Boots-Filiale und sprengt sich selbst in die Luft. Es wird enthüllt, dass die Polizei Omars strenggläubigen aber friedlichen Bruder als Terrorist verhaftet und nach Ägypten entführt hat, dass die Polizei die Schuld an der Erschießung des unbeteiligten Zuschauers leugnet und dass Omar und Waj in Pakistan beim Versuch, die Drohne abzuschießen, Osama bin Laden getötet haben.

## Veröffentlichung
Der Film wurde der Öffentlichkeit das erste Mal auf dem Sundance Film Festival 2010 präsentiert und war für den World Cinema Narrative Prize (Internationaler Spielfilm) des Festivals nominiert. Kinostart war am 7. Mai 2010 in Großbritannien. In den Vereinigten Staaten kam der Film nach einigen Schwierigkeiten, aufgrund des kontroversen Themas einen Filmverleih zu finden, am 5. November in einer gekürzten Version ins Kino. Deutschlandpremiere war auf dem Fantasy Filmfest 2010, in die deutschen Kinos kam der Film am 21. April 2011. In diesem Zusammenhang äußerte der CSU-Bundestagsabgeordnete Stephan Mayer den Wunsch nach einer Verschiebung, da der Film aufgrund der derzeitigen Terrorgefahr „Öl ins Feuer gießen“ würde und Islamisten ihn als weiteren Anlass für Anschläge nutzen könnten.
Seit dem 30. August 2010 ist der Film auf DVD und Blu-ray in englischer Sprache erhältlich. Die deutsche DVD und Blu-ray erschienen am 30. September 2011.

## Kritiken
„Der Regisseur denunziert nicht den muslimischen Glauben, er führt religiöse, rassistische und sexuelle Klischees und Vorurteile jeglicher Art vor. Er verteufelt seine Charaktere nicht, sondern stellt sie […] als zunehmend ambivalente Figuren mit wachsenden Gewissenskonflikten dar, die nicht zuletzt wegen ihrer Schwächen und Widersprüche komisch und schlussendlich tragisch wirken. Auch ein Verharmlosen der Thematik kann man Morris’ überwiegend mit Handkamera gedrehtem Kinodebüt nicht vorwerfen, da es das Hauptproblem von Selbstmordattentaten, das Töten Unschuldiger, mehrfach betont. Bei allen ernsten Aussagen ist Four Lions aber, wenigstens in der Originalversion, in erster Linie sehr, sehr witzig.“

„Satire geht in Tragik über, Slapstick wechselt mit Entsetzen: Die netten Fanatiker von nebenan treiben den Wahnsinn auf die Spitze. Morgan und seine drei Co-Autoren verbinden die überdrehte Provokationslust von Monty Python mit den rabiaten Scherzen eines Sacha Baron Cohen. Man kann diesen Film als geschmacklos empfinden, man kann seine bittere Konsequenz infrage stellen, eines aber ist nicht zu bestreiten: Der schwarze Humor der Engländer schreckt einfach vor nichts zurück. Fazit: Glänzende Satire über Terror und Extremismus, hochgradig komisch, aber gleichzeitig beklemmend und unheimlich.“

„Als ‚Terror-Komödie‘ an der Grenze zum Zynismus entlangbalancierend, entwickelt der Film als Farce über Fanatismus und Hysterie gelegentlich treffenden schwarzen Humor. Insgesamt bleibt die Satire über das Phänomen fundamentalistischen Terrors aber zu oft beim fragwürdigen Witz um in die Luft fliegende Körper stehen, anstatt sich mit Hintergründen zu befassen.“

„[…] ‚Four Lions‘ macht sich keineswegs über Muslime lustig und dürfte demnach weniger Konfliktpotential als befürchtet enthalten. Was Morris hingegen abliefert, ist eine pechschwarze Satire, die zu guter Letzt auch der Gesellschaft entlarvend den Spiegel vorhält und aufzeigt, dass die geschürte Angst völlig fehlgeleitet ist und seitens der Staatsgewalt mit geradezu absurden Methoden bekämpft wird.“

## Auszeichnungen
Four Lions hat den Fresh-Blood-Publikumspreis beim Fantasy Filmfest 2010 gewonnen, der für präsentierte Debüt- oder Zweitfilme verliehen wird. 2011 folgten zwei BAFTA-Nominierungen (Bester britischer Film, Carl Foreman Award für die beste Nachwuchsleistung – Chris Morris). Den BAFTA für den besten Newcomer konnte Four Lions gewinnen.